# Liste der Baudenkmale in Nordwestuckermark
In der Liste der Baudenkmale in Nordwestuckermark sind alle Baudenkmale der brandenburgischen Gemeinde Nordwestuckermark und ihrer Ortsteile aufgelistet. Grundlage ist die Veröffentlichung der Landesdenkmalliste mit dem Stand vom 31. Dezember 2022.

## Legende
In den Spalten befinden sich folgende Informationen:
- ID-Nr.: Die Nummer wird vom Brandenburgischen Landesamt für Denkmalpflege vergeben. Ein Link hinter der Nummer führt zum Eintrag über das Denkmal in der Denkmaldatenbank. In dieser Spalte kann sich zusätzlich das Wort Wikidata befinden, der entsprechende Link führt zu Angaben zu diesem Denkmal bei Wikidata.
- Lage: die Adresse des Denkmales und die geographischen Koordinaten. Link zu einem Kartenansichtstool, um Koordinaten zu setzen. In der Kartenansicht sind Denkmale ohne Koordinaten mit einem roten beziehungsweise orangen Marker dargestellt und können in der Karte gesetzt werden. Denkmale ohne Bild sind mit einem blauen bzw. roten Marker gekennzeichnet, Denkmale mit Bild mit einem grünen beziehungsweise orangen Marker.
- Bezeichnung: Bezeichnung in den offiziellen Listen des Brandenburgischen Landesamtes für Denkmalpflege. Ein Link hinter der Bezeichnung führt zum Wikipedia-Artikel über das Denkmal.
- Beschreibung: die Beschreibung des Denkmales
- Bild: ein Bild des Denkmales und gegebenenfalls einen Link zu weiteren Fotos des Baudenkmals im Medienarchiv Wikimedia Commons

## Denkmalbereiche
Folgende Bereiche sind per Satzung denkmalgeschützt:
| ID-Nr.            | Lage   | Bezeichnung                                                                      | Beschreibung | Bild           |
| ----------------- | ------ | -------------------------------------------------------------------------------- | ------------ | -------------- |
| 09130047 Wikidata | (Lage) | Satzung zum Schutz des Denkmalbereiches Bülowssiege (Ortsteil von Fürstenwerder) |              | weitere Bilder |
| 09130415          | (Lage) | Satzung zum Schutz des Denkmalbereichs „Damerow“                                 |              | BW             |
| 09130060          | (Lage) | Satzung zum Schutz des Denkmalbereichs „Kröchlendorff“                           |              | BW             |

## Baudenkmale in den Ortsteilen

### Arendsee
| ID-Nr.                           | Lage                                   | Bezeichnung                                                                       | Beschreibung | Bild                                                |
| -------------------------------- | -------------------------------------- | --------------------------------------------------------------------------------- | --- | --------------------------------------------------- |
| 09130358 Wikidata                | Am Zionsberg 1, Hauptstraße 32a (Lage) | Gutsanlage, bestehend aus Herrenhaus (Schloss), Park, Orangerie (Hauptstraße 32a) | Das ehemalige Schloss wurde unter Albert von Schlippenbach durch Friedrich August Stüler von 1839 bis 1843 errichtet. | weitere Bilder                                      |
| 09131703 Teilobjekt zu: 09130358 | Hauptstraße 32a ()                     | Orangerie                                                                         | | ein Bild hochladen                                  |
| 09131704 Teilobjekt zu: 09130358 | Am Zionsberg 1 ()                      | Schlosspark                                                                       | | ein Bild hochladen                                  |
| 09130049                         | Hauptstraße 10 (Lage)                  | Schmiede und Gasthaus mit Nebengebäuden (Ausspanne)                               | | Schmiede und Gasthaus mit Nebengebäuden (Ausspanne) |
| 09130010                         | Zum Steinsee (Lage)                    | Wüste Kirche (Ruine)                                                              | Von der ehemaligen Kirche aus dem 13. Jahrhundert sind Reste des Turms und des Schiffes erhalten.                     | weitere Bilder                                      |

### Beenz
| ID-Nr.                           | Lage                          | Bezeichnung                                                                             | Beschreibung | Bild                                                                                    |
| -------------------------------- | ----------------------------- | --------------------------------------------------------------------------------------- | --- | --------------------------------------------------------------------------------------- |
| 09130012 Wikidata                | Heidereiterweg (Lage)         | Kirche                                                                                  | Die evangelische Kirche stammt aus der zweiten Hälfte des 13. Jahrhunderts. 1792/93 wurde sie erneuert und der Turmaufsatz errichtet. | weitere Bilder                                                                          |
| 09131100 Teilobjekt zu: 09130012 | Heidereiterweg (Lage)         | Orgel                                                                                   | | Orgel                                                                                   |
| 09130013                         | Heidereiterweg 22 (Lage)      | Wohnhaus (Heidereiterhaus) mit zugehörigem Stallgebäude und angrenzender Feldsteinmauer | | Wohnhaus (Heidereiterhaus) mit zugehörigem Stallgebäude und angrenzender Feldsteinmauer |
| 09131384 Teilobjekt zu: 09130013 | Heidereiterweg 22 ()          | Stall                                                                                   | Der Stall steht parallel zum Wohnhaus an der Straße.                                                                                  | ein Bild hochladen                                                                      |
| 09130938                         | Otto-Brehmer-Straße 15 (Lage) | Wohnhaus mit Nebengebäude                                                               | | Wohnhaus mit Nebengebäude                                                               |
| 09131996 Teilobjekt zu: 09130938 | Otto-Brehmer-Straße 15 ()     | Toilettenhaus & Remise                                                                  | | ein Bild hochladen                                                                      |

### Birkenhain
| ID-Nr.   | Lage                | Bezeichnung | Beschreibung | Bild |
| -------- | ------------------- | ----------- | ------------ | ---- |
| 09130050 | Birkenhain 2 (Lage) | Baracke     |              | BW   |

### Bülowssiege
| ID-Nr.                           | Lage                   | Bezeichnung                                                                                            | Beschreibung                               | Bild               |
| -------------------------------- | ---------------------- | --- | ------------------------------------------ | ------------------ |
| 09131268                         | (Lage)                 | Pflasterstraße Bülowssiege zwischen dem Wehr am Dammsee (Landesgrenze Mecklenburg-Vorpommern) und L 25 |                                            | BW                 |
| 09130899                         | Am Dammsee 1, 2 (Lage) | Gutshaus und zwei Stall- und Scheunengebäude                                                           |                                            | weitere Bilder     |
| 09131976 Teilobjekt zu: 09130899 | Am Dammsee 2 ()        | Stall & Scheune                                                                                        | Die Gebäude liegen östlich des Gutshauses. | ein Bild hochladen |

### Christianenhof
| ID-Nr.   | Lage   | Bezeichnung                                                        | Beschreibung | Bild |
| -------- | ------ | ------------------------------------------------------------------ | ------------ | ---- |
| 09131266 | (Lage) | Pflasterstraße vom Abzweig L 25 bis Christianenhof (Wendeschleife) |              | BW   |

### Damerow
| ID-Nr.   | Lage | Bezeichnung                           | Beschreibung                                                                                             | Bild               |
| -------- | ---- | ------------------------------------- | --- | ------------------ |
| 09130921 | ()   | Denkmal für Joachim Friedrich Schultz | Das Denkmal liegt südlich des ehemaligen Vorwerks Damerow und etwa 150 m westlich des Weges nach Kraatz. | ein Bild hochladen |

### Falkenhagen
| ID-Nr.                           | Lage                 | Bezeichnung                    | Beschreibung | Bild           |
| -------------------------------- | -------------------- | ------------------------------ | --- | -------------- |
| 09130040 Wikidata                | Quillowstraße (Lage) | Kirche mit Friedhofeinfriedung | Die evangelische Kirche stammt aus der zweiten Hälfte des 13. Jahrhunderts, der Dachturm wurde im 18. Jahrhundert hinzugefügt. Im Inneren befindet sich ein Altaraufsatz und eine Kanzel aus der Zeit um 1720. | weitere Bilder |
| 09131104 Teilobjekt zu: 09130040 | Quillowstraße (Lage) | Orgel                          | | BW             |

### Fürstenwerder
| ID-Nr.                           | Lage                       | Bezeichnung                                                                                   | Beschreibung | Bild               |
| -------------------------------- | -------------------------- | --------------------------------------------------------------------------------------------- | --- | ------------------ |
| 09130045                         | (Lage)                     | Stadtbefestigungsanlage mit Wiekhäusern, Stadttoren                                           | Die Stadtmauer wurde im 14. Jahrhundert errichtet. Von den ehemaligen drei Stadttoren sind das Woldegker und das Berliner Tor erhalten. | weitere Bilder     |
| 09131553 Teilobjekt zu: 09130045 | ()                         | Stadttor                                                                                      | Woldegker Tor | Stadttor           |
| 09131554 Teilobjekt zu: 09130045 | ()                         | Stadttor                                                                                      | Berliner Tor | Stadttor           |
| 09130767                         | Am Kiecker 12 (Lage)       | Forsthaus                                                                                     | | BW                 |
| 09130242                         | Blockstraße 2 (Lage)       | Wohnhaus                                                                                      | | BW                 |
| 09130046                         | Karl-Marx-Straße 13 (Lage) | Doppelwohnhaus, bestehend aus Ackerbürger- und Gesindewohnteil, einschließlich Hofpflasterung | | BW                 |
| 09130044                         | Kirchstraße 10 (Lage)      | Kirche                                                                                        | Die evangelische Kirche stammt aus der zweiten Hälfte des 13. Jahrhunderts, der Turmaufsatz wurde im Jahre 1786 hinzugefügt.            | weitere Bilder     |
| 09131105 Teilobjekt zu: 09130044 | Kirchstraße 10 ()          | Orgel                                                                                         | | ein Bild hochladen |

### Gollmitz
| ID-Nr.                           | Lage                         | Bezeichnung                     | Beschreibung                                                                                                  | Bild                            |
| -------------------------------- | ---------------------------- | ------------------------------- | --- | ------------------------------- |
| 09130996                         | Ernst-Korff-Straße 12 (Lage) | Friedhof                        | | Friedhof                        |
| 09130997 Teilobjekt zu: 09130996 | Ernst-Korff-Straße 12 ()     | Friedhofskapelle                | Die Kapelle befindet sich im Schnittpunkt der Hauptachsen.                                                    | ein Bild hochladen              |
| 09130998 Teilobjekt zu: 09130996 | Ernst-Korff-Straße 12 ()     | Grabmal                         | Das Grabmal ist Friederike Salome Rhein gewidmet, die Ehefrau des Pfarrers Friedrich Christian Wilhelm Rhein. | ein Bild hochladen              |
| 09130868                         | Mühlenberg 6, Parkweg (Lage) | Gutshaus und Gutspark (Parkweg) | | Gutshaus und Gutspark (Parkweg) |
| 09131961 Teilobjekt zu: 09130868 | Mühlenberg 6, Parkweg ()     | Gutspark                        | | ein Bild hochladen              |
| 09130058                         | Mühlenberg 12 (Lage)         | Wassermühle                     | | weitere Bilder                  |
| 09131561 Teilobjekt zu: 09130058 | Mühlenberg 12 ()             | Stall                           | | ein Bild hochladen              |
| 09130056                         | Prenzlauer Straße 15 (Lage)  | Laubenhaus                      | | BW                              |
| 09130055 Wikidata                | Prenzlauer Straße 19 (Lage)  | Kirche                          | | weitere Bilder                  |
| 09130784                         | Prenzlauer Straße 20 (Lage)  | Pfarrhaus                       | | Pfarrhaus                       |

### Groß Sperrenwalde
| ID-Nr.                           | Lage                | Bezeichnung                                                | Beschreibung                                    | Bild                                                       |
| -------------------------------- | ------------------- | ---------------------------------------------------------- | ----------------------------------------------- | ---------------------------------------------------------- |
| 09130014                         | (Lage)              | Kirche (Ruine)                                             | Die wüste Kirche befindet sich in der Ortslage. | weitere Bilder                                             |
| 09132120                         | Am Bahnhof 4 ()     | Bahnhofsgebäude, zwei Nebengebäude sowie Pflasterung       |                                                 | ein Bild hochladen                                         |
| 09132121 Teilobjekt zu: 09132120 | Am Bahnhof 4 ()     | Nebengebäude                                               |                                                 | ein Bild hochladen                                         |
| 09132122 Teilobjekt zu: 09132120 | Am Bahnhof 4 ()     | Nebengebäude                                               |                                                 | ein Bild hochladen                                         |
| 09130015                         | Seestraße 25 (Lage) | Verwalterhaus, Speicher und Park der ehemaligen Gutsanlage |                                                 | Verwalterhaus, Speicher und Park der ehemaligen Gutsanlage |
| 09131537 Teilobjekt zu: 09130015 | Seestraße 25 ()     | Inspektorenhaus                                            |                                                 | ein Bild hochladen                                         |
| 09131538 Teilobjekt zu: 09130015 | Seestraße 25 ()     | Speicher                                                   |                                                 | ein Bild hochladen                                         |

### Holzendorf
| ID-Nr.                           | Lage                | Bezeichnung | Beschreibung | Bild           |
| -------------------------------- | ------------------- | ----------- | ------------ | -------------- |
| 09130075 Wikidata                | Gartenstraße (Lage) | Kirche      |              | weitere Bilder |
| 09131117 Teilobjekt zu: 09130075 | Gartenstraße (Lage) | Orgel       |              | BW             |

### Kraatz
| ID-Nr.                           | Lage                                                     | Bezeichnung | Beschreibung | Bild               |
| -------------------------------- | -------------------------------------------------------- | --- | --- | ------------------ |
| 09130082 Wikidata                | (Lage)                                                   | Kirche | Die evangelische Kirche wurde 1854 erbaut. Es ist ein Saalbau in neugotischen Stil mit einem dreiseitigen Ostschluss. Die Ausstattung im Inneren ist ebenfalls im neugotischen Stil gehalten. | weitere Bilder     |
| 09130822                         | Schlossstraße 2, 3, 5, 6, 7, Birkenallee 2a, 3, 7 (Lage) | Gutsanlage, bestehend aus Gutshaus mit Park, Gutsspeicher mit Remisenanbau, Spritzenhaus, Scheunen und Stallgebäude | | BW                 |
| 09131936 Teilobjekt zu: 09130822 | Schlossstraße 3 ()                                       | Gutshaus | | ein Bild hochladen |
| 09131937 Teilobjekt zu: 09130822 | Schlossstraße ()                                         | Gutspark | | ein Bild hochladen |
| 09131938 Teilobjekt zu: 09130822 | Schlossstraße 6, Birkenallee 3 ()                        | Scheune | | ein Bild hochladen |
| 09131163 Teilobjekt zu: 09130822 | Schlossstraße 5 ()                                       | Speicher | | ein Bild hochladen |
| 09131164 Teilobjekt zu: 09130822 | Schlossstraße 2 ()                                       | Stall | | ein Bild hochladen |
| 09131165 Teilobjekt zu: 09130822 | Birkenallee 2a ()                                        | Spritzenhaus | | ein Bild hochladen |
| 09131166 Teilobjekt zu: 09130822 | Schlossstraße 7, Birkenallee 7 ()                        | Scheune | | ein Bild hochladen |

### Kröchlendorff
| ID-Nr.                           | Lage                            | Bezeichnung                                                | Beschreibung                                                                           | Bild                                                |
| -------------------------------- | ------------------------------- | ---------------------------------------------------------- | -------------------------------------------------------------------------------------- | --------------------------------------------------- |
| 09130003 Wikidata                | (Lage)                          | Kirche                                                     | Die ehemalige Schlosskirche wurde von 1864 bis 1868 als dreischiffige Basilika erbaut. | weitere Bilder                                      |
| 09130059                         | (Lage)                          | Wüste Kirche                                               |                                                                                        | weitere Bilder                                      |
| 09130943                         | (Lage)                          | Fundamente und Kelleranlage des alten Gutshauses           |                                                                                        | Fundamente und Kelleranlage des alten Gutshauses    |
| 09132080                         | Kuhzer Weg 2 (Lage)             | Schmiedegehöft, bestehend aus Wohnhaus, Stall und Schmiede |                                                                                        | BW                                                  |
| 09132081 Teilobjekt zu: 09132080 | Kuhzer Weg 2 ()                 | Wohnhaus                                                   | Das Wohnhaus befindet sich nördlich des Kuhzer Wegs.                                   | ein Bild hochladen                                  |
| 09132082 Teilobjekt zu: 09132080 | Kuhzer Weg 2 ()                 | Stall                                                      | Der Stall befindet sich auf dr östlichen Hofseite.                                     | ein Bild hochladen                                  |
| 09132083 Teilobjekt zu: 09132080 | Kuhzer Weg 2 ()                 | Schmiede                                                   | Die Schmiede steht am Dorfteich, nördlich des Wohnhauses.                              | ein Bild hochladen                                  |
| 09130061                         | Oskar-von-Arnim-Straße (Lage)   | Gutshof mit Inspektorenhaus und Wirtschaftsgebäuden        |                                                                                        | Gutshof mit Inspektorenhaus und Wirtschaftsgebäuden |
| 09131562 Teilobjekt zu: 09130061 | Oskar-von-Arnim-Straße ()       | Inspektorenhaus                                            |                                                                                        | ein Bild hochladen                                  |
| 09131563 Teilobjekt zu: 09130061 | Oskar-von-Arnim-Straße ()       | Wirtschaftsgebäude                                         |                                                                                        | ein Bild hochladen                                  |
| 09130774                         | Oskar-von-Arnim-Straße (Lage)   | Gutspark                                                   |                                                                                        | Gutspark                                            |
| 09130773                         | Oskar-von-Arnim-Straße 1 (Lage) | Herrenhaus (Schloss)                                       |                                                                                        | weitere Bilder                                      |

### Lindenhagen
| ID-Nr.                           | Lage                         | Bezeichnung                  | Beschreibung | Bild               |
| -------------------------------- | ---------------------------- | ---------------------------- | ------------ | ------------------ |
| 09130173                         | B 109 ()                     | Postmeilensäule, bei km 83,3 |              | ein Bild hochladen |
| 09130172 Wikidata                | Seeweg (Lage)                | Kirche                       |              | weitere Bilder     |
| 09131124 Teilobjekt zu: 09130172 | Seeweg (Lage)                | Orgel                        |              | BW                 |
| 09130877                         | Sternhagener Straße 2 (Lage) | Wohnhaus                     |              | Wohnhaus           |

### Naugarten
| ID-Nr.                           | Lage              | Bezeichnung | Beschreibung | Bild           |
| -------------------------------- | ----------------- | ----------- | ------------ | -------------- |
| 09130572 Wikidata                | Dorfstraße (Lage) | Kirche      |              | weitere Bilder |
| 09131128 Teilobjekt zu: 09130572 | Dorfstraße (Lage) | Orgel       |              | BW             |

### Parmen
| ID-Nr.                           | Lage                       | Bezeichnung                 | Beschreibung                                         | Bild                        |
| -------------------------------- | -------------------------- | --------------------------- | ---------------------------------------------------- | --------------------------- |
| 09130097                         | Warbender Straße (Lage)    | Kirche                      |                                                      | Kirche                      |
| 09131517                         | Warbender Straße 13 (Lage) | Dorfschule mit Nebengebäude |                                                      | Dorfschule mit Nebengebäude |
| 09131518 Teilobjekt zu: 09131517 | Warbender Straße 13 ()     | Wirtschaftsgebäude          | Das Gebäude steht auf der Südseite des Grundstückes. | ein Bild hochladen          |

### Rittgarten
| ID-Nr.   | Lage                            | Bezeichnung                        | Beschreibung | Bild           |
| -------- | ------------------------------- | ---------------------------------- | ------------ | -------------- |
| 09130155 | (Lage)                          | Wüste Kirche (Ruine)               |              | weitere Bilder |
| 09130156 | (Lage)                          | Park                               |              | BW             |
| 09131365 | Alte Schulstraße 1, 3, 5 (Lage) | Wohnhausgruppe für Gutsmitarbeiter |              | BW             |

### Röpersdorf
| ID-Nr.                           | Lage                         | Bezeichnung                                 | Beschreibung | Bild           |
| -------------------------------- | ---------------------------- | ------------------------------------------- | ------------ | -------------- |
| 09130152                         | Straße am Uckersee 26 (Lage) | Kirche mit Kirchhofseinfriedung und -portal |              | weitere Bilder |
| 09131609 Teilobjekt zu: 09130152 | Straße am Uckersee 26 ()     | Kirchhofsmauer                              |              | Kirchhofsmauer |
| 09131136 Teilobjekt zu: 09130152 | Straße am Uckersee 26 (Lage) | Orgel                                       |              | weitere Bilder |

### Schapow
| ID-Nr.                           | Lage                       | Bezeichnung    | Beschreibung | Bild           |
| -------------------------------- | -------------------------- | -------------- | ------------ | -------------- |
| 09130153 Wikidata                | Rittgartener Straße (Lage) | Kirche         |              | weitere Bilder |
| 09131139 Teilobjekt zu: 09130153 | Rittgartener Straße (Lage) | Orgel          |              | BW             |
| 09130154                         | Torfwiesenweg 5 (Lage)     | Dochower Mühle |              | BW             |

### Schönermark
| ID-Nr.                           | Lage                     | Bezeichnung                                                              | Beschreibung | Bild                                                                     |
| -------------------------------- | ------------------------ | ------------------------------------------------------------------------ | --- | ------------------------------------------------------------------------ |
| 09130161                         | (Lage)                   | Kirche                                                                   | Die evangelische Kirche wurde in der zweiten Hälfte des 13. Jahrhunderts erbaut. Es ist ein Saalbau aus Feldstein mit einem Westturm. Das Turmoberteil stammt aus dem 18. Jahrhundert. In der zweiten Hälfte des 19. Jahrhunderts wurde die Sakristei an der Südseite hinzugefügt. Hier befindet sich sechs Grabsteine von Mitglieder der Familie von Arnim aus der Zeit von 1581 bis 1604. Im Inneren eine Balkendecke und eine Empore. Die Kanzel ist aus dem ersten Viertel des 17. Jahrhunderts. | Kirche                                                                   |
| 09130814                         | (Lage)                   | Westflügel des Schlosses (Speicher)                                      | Hier befindet sich heute der Gemeindesitz und eine Kindertagesstätte. | Westflügel des Schlosses (Speicher)                                      |
| 09130886                         | Neugartner Straße (Lage) | Friedhofskapelle und Grabanlagen der Familien von Schlippenbach und Kühn | | Friedhofskapelle und Grabanlagen der Familien von Schlippenbach und Kühn |
| 09131971 Teilobjekt zu: 09130886 | Neugartner Straße ()     | Grabanlagen                                                              | Die Grabanlagen der Familien von Schlippenbach und Kühn befinden sich hinter der Kapelle. | ein Bild hochladen                                                       |

### Sternhagen
| ID-Nr.                           | Lage                | Bezeichnung | Beschreibung | Bild               |
| -------------------------------- | ------------------- | ----------- | ------------ | ------------------ |
| 09130676                         | Am Dorfplatz (Lage) | Kirche      |              | weitere Bilder     |
| 09131855 Teilobjekt zu: 09130676 | Am Dorfplatz ()     | Taufengel   |              | ein Bild hochladen |
| 09131146 Teilobjekt zu: 09130676 | Am Dorfplatz ()     | Orgel       |              | ein Bild hochladen |

### Warbende
| ID-Nr.   | Lage                  | Bezeichnung | Beschreibung | Bild           |
| -------- | --------------------- | ----------- | ------------ | -------------- |
| 09130098 | Am Gutspark (Lage)    | Gutspark    |              | weitere Bilder |
| 09130249 | Am Gutspark 11 (Lage) | Wohnhaus    |              | Wohnhaus       |

### Weggun
| ID-Nr.                           | Lage                                                   | Bezeichnung | Beschreibung | Bild           |
| -------------------------------- | ------------------------------------------------------ | ----------- | ------------ | -------------- |
| 09130099 Wikidata                | Kirchweg / Zur Lindenallee / Fürstenauer Straße (Lage) | Kirche      |              | weitere Bilder |
| 09131155 Teilobjekt zu: 09130099 | Kirchweg / Zur Lindenallee / Fürstenauer Straße (Lage) | Orgel       |              | BW             |

### Zernikow
| ID-Nr.                           | Lage                | Bezeichnung                                               | Beschreibung                                         | Bild               |
| -------------------------------- | ------------------- | --------------------------------------------------------- | ---------------------------------------------------- | ------------------ |
| 09130076 Wikidata                | (Lage)              | Kirche                                                    |                                                      | weitere Bilder     |
| 09130077                         | (Lage)              | Gutsanlage, bestehend aus Gutshaus mit Anbau und Speicher | Die Gutsanlage befindet sich am nördlichen Ortsrand. | weitere Bilder     |
| 09131574 Teilobjekt zu: 09130077 | ()                  | Speicher                                                  |                                                      | ein Bild hochladen |
| 09130078                         | Dorfstraße 28-30 () | Wohnhaus                                                  |                                                      | ein Bild hochladen |

### Zollchow
| ID-Nr.                           | Lage                | Bezeichnung                                               | Beschreibung | Bild                                             |
| -------------------------------- | ------------------- | --------------------------------------------------------- | ------------ | ------------------------------------------------ |
| 09130150 Wikidata                | (Lage)              | Kirche                                                    |              | weitere Bilder                                   |
| 09131161 Teilobjekt zu: 09130150 | ()                  | Orgel                                                     |              | ein Bild hochladen                               |
| 09131304 Teilobjekt zu: 09130150 | ()                  | Taufengel                                                 |              | ein Bild hochladen                               |
| 09130871                         | Steen Enn 1 (Lage)  | Schul- und Küsterwohnhaus mit Wirtschaftsgebäude          |              | Schul- und Küsterwohnhaus mit Wirtschaftsgebäude |
| 09131964 Teilobjekt zu: 09130871 | Steen Enn 1 ()      | Wirtschaftsgebäude                                        |              | ein Bild hochladen                               |
| 09130796                         | Unner Enn 18 (Lage) | Hofanlage mit Wohnhaus, Scheune und hinterem Stallgebäude |              | BW                                               |
| 09131922 Teilobjekt zu: 09130796 | Unner Enn 18 ()     | Wohnhaus                                                  |              | ein Bild hochladen                               |
| 09131923 Teilobjekt zu: 09130796 | Unner Enn 18 ()     | Scheune                                                   |              | ein Bild hochladen                               |